# Multiple Inputs Multiple Outputs
Pour les articles homonymes, voir MIMO.
Cet article court présente un sujet plus développé dans : Automatique#Systèmes monovariables, systèmes multivariables.
MIMO est une abréviation anglaise utilisée en automatique signifiant Multiple Inputs Multiple Outputs, traduit en français par  « entrées multiples, sorties multiples », est un concept en automatique désignant un système possédant plusieurs entrées et plusieurs sorties. Ces systèmes sont courants dans divers domaines de l'ingénierie, notamment dans le contrôle des procédés industriels, où plusieurs variables d'entrée influencent simultanément plusieurs variables de sortie.

## Description
Un système MIMO se distingue des systèmes à entrée unique et sortie unique (Single Input Single Output – SISO) par la présence de multiples canaux d'entrée et de sortie. Cette configuration permet de modéliser et de contrôler des processus complexes où les interactions entre différentes variables sont significatives. Par exemple, dans le contrôle des procédés chimiques, la température, la pression et le débit peuvent être des entrées affectant des sorties telles que la concentration d'un produit ou le rendement d'une réaction.

## Modélisation mathématique
La représentation mathématique d'un système MIMO utilise généralement des matrices pour décrire les relations entre les vecteurs d'entrées et de sorties. L'équation générale s'écrit :
{\displaystyle \mathbf {Y} (s)=\mathbf {G} (s)\cdot \mathbf {U} (s)}
où :
- {\displaystyle \mathbf {Y} (s)} est le vecteur des sorties,
- {\displaystyle \mathbf {U} (s)} est le vecteur des entrées,
- {\displaystyle \mathbf {G} (s)} est la matrice de transfert du système, dont chaque élément {\displaystyle G_{ij}(s)} représente la fonction de transfert entre l'entrée {\displaystyle j} et la sortie {\displaystyle i}.

## Commande des systèmes MIMO
La commande des systèmes MIMO est plus complexe que celle des systèmes SISO en raison des interactions entre les différentes boucles d'entrée et de sortie. Parmi les approches couramment utilisées, on trouve :
- Décorrélation : Cette technique vise à réduire ou éliminer les interactions entre les différentes boucles en concevant des compensateurs qui rendent le système plus proche d'un ensemble de systèmes SISO indépendants.

- Commande multivariable : Des méthodes telles que la commande optimale linéaire quadratique (LQR) ou la commande robuste {\displaystyle H_{\infty }} sont employées pour gérer les interactions et assurer des performances satisfaisantes malgré les perturbations et les incertitudes du modèle.

## Applications
Les systèmes MIMO sont omniprésents dans l'industrie et la recherche. Quelques exemples d'applications incluent :
- Procédés chimiques : Contrôle simultané de variables telles que la température, la pression et le débit pour optimiser la qualité du produit final.

- Aéronautique : Pilotage d'aéronefs où plusieurs commandes (gouvernes, moteurs) influencent plusieurs états de l'appareil (altitude, vitesse, orientation).

- Robotique : Commande de robots manipulateurs avec plusieurs articulations, où chaque moteur contrôle un mouvement spécifique, mais où les mouvements sont interdépendants.